# Morgongiori
Morgongiori (sardinski: Mragaxòri) je grad i općina (comune) u pokrajini Oristanu u regiji Sardiniji, Italija. Nalazi se na nadmorskoj visini od 351 metar i ima 720 stanovnika.
 Prostire se na 45,2 km². Gustoća naseljenosti je 16 st/km².
Susjedne općine su: Ales, Curcuris, Marrubiu, Masullas, Pompu, Santa Giusta, Siris i Uras.